# Esaulovka
L'Esaulovka (in russo Есауловка?) è un fiume della Russia siberiana orientale, affluente di destra dell'Enisej. Scorre nei rajon Manskij e Berëzovskij del Territorio di Krasnojarsk.
Il fiume scorre in direzione nord-occidentale. Ha una lunghezza di 137 km e il suo bacino è di 1 500 km². Sfocia nell'Enisej a 2 418 km dalla foce, vicino al villaggio di Esaulovo (a nord-est di Krasnojarsk). Il fiume è alimentato principalmente dallo scioglimento della neve e dalle piogge estive. Gela in ottobre e rimane sotto la copertura di ghiaccio fino a maggio. La portata d'acqua media annua nell'area del villaggio di Terent'evo (3 km dalla foce) è di 5,66 m³/s.